# فرناندو دی نورونیا
فرناندو دی نورونیا (به پرتغالی: Fernando de Noronha) نام مجمع‌الجزایری است در اقیانوس اطلس و در محدوده ایالت پرنامبوچو در کشور برزیل.
گروه-جزایر فوق دارای شهرت جهانی است و در فهرست میراث جهانی یونسکو به ثبت جهانی رسیده است.